# Yoshizumi Ogawa
Yoshizumi Ogawa (小川 佳純 Ogawa Yoshizumi?), född 25 augusti 1984, är en japansk fotbollsspelare.
Han blev utsedd till J.Leagues Rookie of the Year och var med i "Best Eleven" 2008.